# Moussa Sanoh
Moussa Sanoh (Nijmegen, 20 juli 1995) is een Nederlands voetballer van Ivoriaanse afkomst die bij voorkeur speelt als vleugelspeler.

## Clubcarrière
Sanoh tekende op 15 juli 2013 zijn eerste profcontract bij PSV, waarmee hij zich voor drie seizoenen verbond aan de club. Hij debuteerde voor Jong PSV op 7 maart 2014 in de Eerste divisie tegen FC Eindhoven. Hij kwam in de extra tijd in het veld voor Aleksandar Boljević. Jong PSV won de wedstrijd in Eindhoven met 2-1.
RKC Waalwijk nam in januari 2016 Sanoh over van PSV Eindhoven. De aanvaller had nog een contract tot de zomer van 2016, maar mocht in januari transfervrij naar Waalwijk vertrekken. Sanoh tekende een contract voor een half jaar met een optie op nog een jaar.
Nadat zijn aflopende contract in 2017 niet verlengd werd, tekende hij in juni een tweejarig contract bij het Engelse Crawley Town dat uitkomt in de Football League Two. In juli 2018 liet hij zijn contract ontbinden en vervolgde hij zijn loopbaan in Roemenië bij CSM Politehnica Iași. Een jaar later ging hij naar CS Gaz Metan Mediaș dat hem de eerste helft van 2020 verhuurde aan FC Voluntari. Eind december 2020 werd zijn contract ontbonden. In januari 2021 vervolgde hij zijn loopbaan op Malta bij Balzan FC.

## Statistieken
| Seizoen         | Club                 | Competitie      | Competitie | Competitie | Beker | Beker | Internationaal | Internationaal | Totaal | Totaal |
| Seizoen         | Club                 | Competitie      | Wed.       | Dlp.       | Wed.  | Dlp.  | Wed.           | Dlp.           | Wed.   | Dlp.   |
| --------------- | -------------------- | --------------- | ---------- | ---------- | ----- | ----- | -------------- | -------------- | ------ | ------ |
| 2013/14         | Jong PSV             | Eerste divisie  | 1          | 0          | 0     | 0     | -              | -              | 1      | 0      |
| 2014/15         | Jong PSV             | Eerste divisie  | 32         | 2          | 0     | 0     | -              | -              | 32     | 2      |
| 2015/16         | Jong PSV             | Eerste divisie  | 13         | 2          | 0     | 0     | -              | -              | 13     | 2      |
| 2015/16         | RKC Waalwijk         | Eerste divisie  | 13         | 0          | 0     | 0     | -              | -              | 13     | 0      |
| 2016/17         | RKC Waalwijk         | Eerste divisie  | 26         | 5          | 2     | 0     | -              | -              | 28     | 5      |
| 2017/18         | Crawley Town         | League Two      | 12         | 0          | 4     | 1     | -              | -              | 16     | 1      |
| 2018/19         | CSM Politehnica Iași | Liga 1          | 27         | 5          | 1     | 1     | -              | -              | 28     | 6      |
| 2019/20         | CS Gaz Metan Mediaș  | Liga 1          | 22         | 1          | 0     | 0     | -              | -              | 22     | 1      |
| 2020/21         | CS Gaz Metan Mediaș  | Liga 1          | 5          | 0          | 0     | 0     | -              | -              | 5      | 0      |
| 2020/21         | Balzan FC            | Premier League  | 6          | 2          | 0     | 0     | -              | -              | 6      | 2      |
| Carrière totaal | Carrière totaal      | Carrière totaal | 157        | 17         | 7     | 2     | 0              | 0              | 164    | 19     |

## Interlandcarrière
Sanoh speelde zes interlands voor Nederland -17, waarin hij één doelpunt scoorde. Hij debuteerde in 2013 in Oranje -19.